# Sorsogona portuguesa
Sorsogona portuguesa är en fiskart som först beskrevs av Smith, 1953.  Sorsogona portuguesa ingår i släktet Sorsogona och familjen Platycephalidae. Inga underarter finns listade i Catalogue of Life.